# Шрамківська сільська рада
Шрамківська сільська рада (до 2017 року — селищна рада) — адміністративно-територіальна одиниця та орган місцевого самоврядування у Драбівському районі Черкаської області. Адміністративний центр — село Шрамківка.

## Загальні відомості
- Населення ради: 3 461 особа (станом на 2001 рік)

## Населені пункти
Сільській раді підпорядковані населені пункти:
- село Шрамківка
- с-ще Вишневе

## Склад ради
Рада складається з 20 депутатів та голови.
- Голова ради: Куля Анатолій  Анатолійович
- Секретар ради: Конюшенко Світлана Миколаївна

### Керівний склад попередніх скликань
| Прізвище, ім'я, по батькові | Основні відомості                                                                      | Дата обрання | Дата звільнення |
| --------------------------- | -------------------------------------------------------------------------------------- | ------------ | --------------- |
| Дячок Микола Віталійович    | Селищний голова, 1950 року народження, член Народної партії                            | 26.03.2006   | 31.10.2010      |
| Аношкін Сергій Петрович     | Селищний голова, 1961 року народження, освіта середня спеціальна, член Партії регіонів | 31.10.2010   |                 |

Примітка: таблиця складена за даними сайту Верховної Ради України

### Депутати
За результатами місцевих виборів 2010 року депутатами ради стали:

#### За суб'єктами висування
| Суб'єкт висування                                       | Кількість обраних депутатів | %  |
| ------------------------------------------------------- | --------------------------- | -- |
| Самовисування                                           | 15                          | 75 |
| Народна партія                                          | 3                           | 15 |
| Політична партія Всеукраїнське об'єднання «Батьківщина» | 2                           | 10 |

#### За округами
| № округу                                                | Прізвище, ім'я, по батькові      | Дата визнання обраним | Освіта             | Партійна приналежність                        | Відомості про обраного депутата                      |
| ------------------------------------------------------- | -------------------------------- | --------------------- | ------------------ | --------------------------------------------- | ---------------------------------------------------- |
| Народна Партія                                          |                                  |                       |                    |                                               |                                                      |
| 1                                                       | Іщенко Ольга Василівна           | 04.11.2010            | вища               | член Народної партії                          | Шрам-ківська селищна рада, секретар                  |
| 15                                                      | Жицька Алла Олександрівна        | 04.11.2010            | середня спеціальна | позапартійна                                  | тимчасово не працює                                  |
| 17                                                      | Клочко Михайло Васильович        | 04.11.2010            | середня            | позапартійний                                 | тимчасово не працює                                  |
| Політична партія Всеукраїнське об'єднання «Батьківщина» |                                  |                       |                    |                                               |                                                      |
| 10                                                      | Дудка Сергій Григорович          | 04.11.2010            | середня            | член Всеукраїнського об'єднання «Батьківщина» | Драбів-ськийРЕМ, водій                               |
| 18                                                      | Петренко Олександр Іванович      | 04.11.2010            | середня            | член Всеукраїнського об'єднання «Батьківщина» | Драбівський РЕМ, електромонтер                       |
| Самовисування                                           |                                  |                       |                    |                                               |                                                      |
| 2                                                       | Крицька Лідія Валеріївна         | 04.11.2010            | середня спеціальна | позапартійна                                  | Шрам-ківськийцрд"Берізка", ст..мед.сестра            |
| 3                                                       | Німченко Наталія Іванівна        | 04.11.2010            | вища               | позапартійна                                  | Шрамківська загальноосвітня школа І-ІІІ ст., вчитель |
| 4                                                       | Вавілова Леся Анатоліївна        | 04.11.2010            | вища               | позапартійна                                  | Шрамківська загальноосвітня школа І-ІІІ ст., вчитель |
| 5                                                       | Масленко Лариса Петрівна         | 04.11.2010            | середня            | позапартійна                                  | ТОВ «Лани Драбів-щини», кухар                        |
| 6                                                       | Ритченко Микола Миколайович      | 04.11.2010            | вища               | позапартійний                                 | Шрамківська загальноосвітня школа І-ІІІ ст., вчитель |
| 7                                                       | Третяк Катерина Василівна        | 04.11.2010            | середня спеціальна | позапартійна                                  | тимчасово не працює                                  |
| 8                                                       | Лопатинський Григорій Михайлович | 04.11.2010            | вища               | позапартійний                                 | ФГ «Добір», директор                                 |
| 9                                                       | Король Володимир Іванович        | 04.11.2010            | середня спеціальна | позапартійний                                 | тимчасово не працює                                  |
| 11                                                      | Куля Анатолій Анатолійович       | 04.11.2010            | середня спеціальна | позапартійний                                 | приватне підприємство, робітник                      |
| 12                                                      | Коробчан Станіслав Романович     | 04.11.2010            | вища               | позапартійний                                 | Драбівське райСТ, головний бухгалтер                 |
| 13                                                      | Гайнулін Валерій Масгутович      | 04.11.2010            | вища               | позапартійний                                 | приватний підприємець                                |
| 14                                                      | Чернова Наталія Іванівна         | 04.11.2010            | вища               | позапартійна                                  | Шрамківська ЗОНІ І-ІІІ ст., вчитель                  |
| 16                                                      | Конюшенко Світлана Миколаївна    | 04.11.2010            | середня спеціальна | позапартійна                                  | Шрамківська селищна рада, бухгалтер                  |
| 19                                                      | Буряченко Олена Леонідівна       | 04.11.2010            | вища               | позапартійна                                  | Шрамківська загальноосвітня школа І-ІІІ ст., вчитель |
| 20                                                      | Снітко Людмила Андріївна         | 04.11.2010            | середня            | позапартійна                                  | Шрамківське відділення зв'язку, листоноша            |